# Agios Georgios (Hydra)
Agios Georgios (griechisch Άγιος Γεώργιος (m. sg.), auch San Tzortzis Σαν Τζώρτζης, aus ital. San Giorgio) ist eine heute unbewohnte Insel am Eingang des Saronischen Golfs in Griechenland.

## Geographie
Die Insel ist von Nordwesten nach Südosten 5,2 km lang, und bis zu 1,5 km breit. Sie erreicht eine Höhe von 300 Metern. An ihrer Südostspitze befindet sich ein Leuchtturm. Sie liegt rund 19 Kilometer südlich von Kap Sounion und etwa 33 Kilometer östlich der argolischen Küste. Die nächstgelegene Insel Patroklos, bei Kap Sounion, liegt 17,3 km entfernt. Verwaltungsmäßig gehört sie zur Gemeinde Hydra in der griechischen Region Attika. Sie liegt 31 km nordöstlich der Insel Hydra.

## Geschichte

Sichtbare Windräder auf der Insel

In der Antike hieß die Insel Belbina und war von Dorern bewohnt. Trotz der relativen Nähe zu Attika ordnete man sie der Peloponnes zu. Möglicherweise war die dortige Siedlung die Kolonie einer Stadt namens Belemina an der arkadisch-lakonischen Grenze. Spuren von Terrassen im Gelände und Reste einer Besiedlung auf dem Gipfel der bergigen Insel haben sich erhalten, allerdings wurden nie Münzen oder Inschriften gefunden, die eine nähere Bestimmung der Bevölkerung ermöglichen könnten. Schon in der Antike galt sie als einer der unbedeutendsten Orte Griechenlands.
Aus römischer Zeit gibt es Hinweise darauf, dass die Insel als Verbannungsort benutzt wurde.
In der Neuzeit findet sich 1836 eine Erwähnung der Insel, die offenbar im Besitz von Bauern aus Hydra war, die dort Ziegen grasen ließen und Käse produzierten. Auch aus dieser Zeit finden sich noch Gebäudereste. Im Zweiten Weltkrieg diente die Insel den deutschen Besatzern als Militärbasis. Es wurde inzwischen dort ein Windpark errichtet.